# Městská železniční doprava v Bratislavě

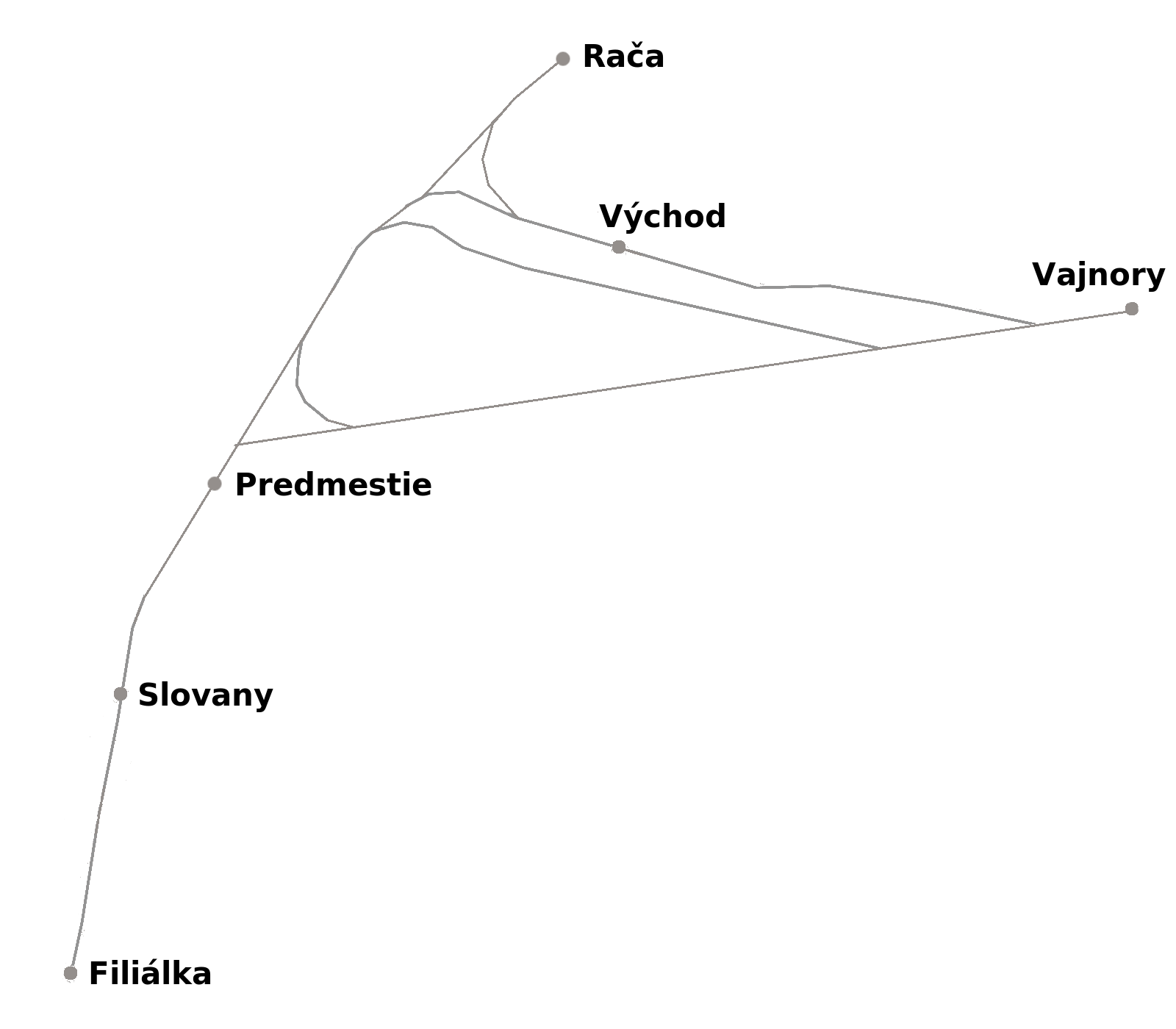
Linky a možné stanice železniční dopravy

Městská železniční doprava v Bratislavě je od roku 2006 součástí bratislavské MHD. Zabezpečuje jí Železničná spoločnosť Slovensko (ZSSK), Železnice Slovenskej republiky (ŽSR) a Dopravný podnik Bratislava (DPB). Na jedinou linku jsou nasazované motorové vozy řady 810. Na lince platí normální tarif DPB.

## Historie
Nápad vytvořit železniční linku se zrodil už na počátku 21. století. První počítal s linkou označenou číslem 55 ve směru Bratislava filiálka – Bratislava-Slovany – Bratislava  predmestie a Bratislava-Vajnory. Otevření se plánovalo na 1. listopad 2001, avšak projekt nakonec zrealizován nebyl.
Oživení celé koncepce přišlo o pět let později, v roce 2006. Když byla rekonstruována křižovatka Pri Šajbách, za městské autobusy, jejichž provoz rekonstrukce znemožňovala, byla zavedena náhradní vlaková linka s označením 155 v trase Bratislava predmestie – Bratislava  východ. Vzhledem k problémům mezi ŽSR a DPB však byl doopravdy provoz zahájen až v pátek 8. září 2006. 
Původně měl trvat jen do konce měsíce října, avšak pro velký zájem zůstala (avšak pouze ve špičkových dobách) linka v provozu i nadále. Dočasně zrušena pak byla 2. ledna 2007, a to vzhledem k problémům s financováním. Tento stav trval ale jen krátce; od 10. ledna téhož roku již vlaky opět začaly jezdit. 30. března 2007 však byl provoz opět zastaven. Peter Klučka, generální ředitel společnosti BID s. r. o. informoval, že tento koordinátor Bratislavské integrované dopravy intenzivně jedná o znovuspuštění linky.

## Budoucnost
V budoucnu se plánuje prodloužení linky o úsek mezi stanicemi Bratislava predmestie – Bratislava-Slovany, či případně až do stanice Bratislava filiálka, též se uvažuje o zavedení dalších nových linek. U stanice Bratislava filiálka je však problémem silně frekventovaný silniční přejezd na Jarošově ulici. Náznak prací na jeho východní straně naznačuje, že by právě v tomto bodě (u obchodního domu Slimák) mohlo dojít k výstavbě nástupiště jako obratišti vlaků BID.
Také se plánuje výstavba železniční dráhy pod zemí v hloubce 16-20 m s délkou 6 km, která má propojit stávající zastávky Bratislava predmestie a Bratislava filiálka a dvě nové, na Páričkové ulici a Dostojevského radě. Tunel má začínat u stanice Predmestie a ven vycházet na Einsteinové ulici u obchodního domu Atrium, kde se má propojit s existující železniční dráhou, vedoucí k nádraží Bratislava-Petržalka a do Vídně. Interval má byt 20 minut.